# واسیل دیبا
واسیل دیبا (رومانیایی: Vasile Dîba؛ ۲۴ ژوئیه ۱۹۵۴ – ۲۰ فوریه ۲۰۲۴) قایقران کانو اهل رومانی بود.
وی در مسابقات کشوری و بین‌المللی در مجموع برندهٔ ۶ مدال طلا، ۳ مدال نقره، ۲ مدال برنز شده‌است.